# Précy-sur-Marne
Précy-sur-Marne és un municipi francès, situat al departament de Sena i Marne i a la regió de Illa de França. L'any 2007 tenia 688 habitants.
Forma part del cantó de Claye-Souilly, del districte de Meaux i de la Comunitat de comunes Plaines et Monts de France.

## Demografia

### Població
El 2007 la població de fet de Précy-sur-Marne era de 688 persones. Hi havia 244 famílies, de les quals 52 eren unipersonals (32 homes vivint sols i 20 dones vivint soles), 48 parelles sense fills, 104 parelles amb fills i 40 famílies monoparentals amb fills.
La població ha evolucionat segons el següent gràfic:
Habitants censats

### Habitatges
El 2007 hi havia 265 habitatges, 249 eren l'habitatge principal de la família, 7 eren segones residències i 9 estaven desocupats. 214 eren cases i 46 eren apartaments. Dels 249 habitatges principals, 175 estaven ocupats pels seus propietaris, 65 estaven llogats i ocupats pels llogaters i 9 estaven cedits a títol gratuït; 12 tenien una cambra, 32 en tenien dues, 46 en tenien tres, 52 en tenien quatre i 106 en tenien cinc o més. 212 habitatges disposaven pel capbaix d'una plaça de pàrquing. A 109 habitatges hi havia un automòbil i a 128 n'hi havia dos o més.

### Piràmide de població
La piràmide de població per edats i sexe el 2009 era:
| Homes | Edats   | Dones |
| ----- | ------- | ----- |
| 0     | 95 o +  | 0     |
| 0     | 90 a 94 | 0     |
| 0     | 85 a 89 | 0     |
| 0     | 80 a 84 | 0     |
| 0     | 75 a 79 | 12    |
| 0     | 70 a 74 | 12    |
| 8     | 65 a 69 | 8     |
| 8     | 60 a 64 | 0     |
| 8     | 55 a 59 | 16    |
| 16    | 50 a 54 | 16    |
| 20    | 45 a 49 | 24    |
| 24    | 40 a 44 | 16    |
| 16    | 35 a 39 | 24    |
| 32    | 30 a 34 | 24    |
| 12    | 25 a 29 | 20    |
| 20    | 20 a 24 | 24    |
| 0     | 15 a 19 | 16    |
| 16    | 10 a 14 | 12    |
| 16    | 5 a 9   | 32    |
| 36    | 0 a 4   | 20    |

## Economia
El 2007 la població en edat de treballar era de 470 persones, 377 eren actives i 93 eren inactives. De les 377 persones actives 349 estaven ocupades (188 homes i 161 dones) i 28 estaven aturades (16 homes i 12 dones). De les 93 persones inactives 20 estaven jubilades, 35 estaven estudiant i 38 estaven classificades com a «altres inactius».

### Ingressos
El 2009 a Précy-sur-Marne hi havia 243 unitats fiscals que integraven 715 persones, la mediana anual d'ingressos fiscals per persona era de 21.970 €.

### Activitats econòmiques
Dels 27 establiments que hi havia el 2007, 2 eren d'empreses extractives, 1 d'una empresa alimentària, 5 d'empreses de construcció, 5 d'empreses de comerç i reparació d'automòbils, 1 d'una empresa de transport, 3 d'empreses d'hostatgeria i restauració, 2 d'empreses d'informació i comunicació, 1 d'una empresa immobiliària, 5 d'empreses de serveis, 1 d'una entitat de l'administració pública i 1 d'una empresa classificada com a «altres activitats de serveis».
Dels 7 establiments de servei als particulars que hi havia el 2009, 2 eren paletes, 1 lampisteria, 1 electricista, 1 empresa de construcció, 1 perruqueria i 1 restaurant.

## Equipaments sanitaris i escolars
El 2009 hi havia una escola elemental integrada dins d'un grup escolar amb les comunes properes formant una escola dispersa.

## Poblacions més properes
El següent diagrama mostra les poblacions més properes.